# Мари Деа
Марѝ Деа̀ (на френски: Marie Déa) e френска театрална и филмова актриса. 

## Биография
Дебютира в киното на 20-годишна възраст с участие във филма „Nord-Atlantique“ през 1939 г. Снимала се е в 51 филма. В България е позната с участието си във филмите „Нощни гости“ (в ролята на Ан, 1942 г.), „Орфей“ (в ролята на Евридика, 1950 г.) и „Последен шанс“ (в ролята на Жизел Вален, 1977 г.).

## Избрана филмография
| Година | Филм          | Оригинално заглавие | Роля        | Режисьор   |
| ------ | ------------- | ------------------- | ----------- | ---------- |
| 1977   | Последен шанс | Armaguedon          | Жизел Вален | Ален Жесюа |